# مارك دايسن
مارك دايسن (بالإنجليزية: Mark Diesen)‏ هو لاعب شطرنج أمريكي، ولد في 16 سبتمبر 1957 في بوفالو في الولايات المتحدة، وتوفي في 10 ديسمبر 2008 في كونروي في الولايات المتحدة.

## وصلات خارجية
- مارك دايسن على موقع مباريات الشطرنج (الإنجليزية)
- مارك دايسن على موقع 365Chess.com (الإنجليزية)
- مارك دايسن على موقع Chesstempo.com (الإنجليزية)
- مارك دايسن على موقع الاتحاد الأمريكي للشطرنج (الإنجليزية)